# 台湾钩藤
台湾钩藤（学名：Uncaria hirsuta），又名倒吊风藤、毛钩藤，为茜草科钩藤属下的一个种。

## 外部連結
- 毛鉤藤 Maogouteng （页面存档备份，存于） 藥用植物圖像數據庫 (香港浸會大學中醫藥學院) （中文）（英文）

## 扩展阅读
- 維基物種上的相關：台湾钩藤